# جنسن اف‌اف
جنسن اف‌اف (Jensen FF) خودرویی است که در سال‌های ۱۹۶۶ تا ۱۹۷۱ توسط شرکت انگلیسی جنسن موتورز، فقط به صورت راست-فرمان تولید شده است. این خودرو اولین خودرو سواری با سیستم ۴ چرخ محرک (4WD) و اولین خودرو با سیستم ترمز ضد قفل (ABS) است. سیستم ABS این خودرو کاملاً مکانیکی بوده با فشار هیدرولیک کار می‌کرد و می‌توانست ترمزها را ۱۰ بار در ثانیه بگیرد و رها کند.
انجین ۶۲۷۶ سی‌سی ۸ سیلندر بلوک بزرگ کرایسلر که زیر کاپوت این خودرو جا خوش کرده، ۳۳۵ اسب بخار قدرت تولید می‌کند و این قدرت به وسیله یک جعبه دنده ۳ سرعته اتوماتیک به هر ۴ چرخ منتقل می‌شود.